# Tomjei Tmimim
Tomjei Tmimim es la yeshivá (academia talmúdica) central del movimiento jasídico Jabad-Lubavitch, fue fundada en 1896 en el pueblo de Lyubavichi por el quinto rebe de Jabad, el Rabino Shalom Dovber Sechneerson, hoy en día es una institución educativa mundial de estudios judaicos avanzados.
La sede central de la Yeshivá Tomchei Tmimim se encuentra actualmente en el número 770 de la Avenida Eastern Parkway, en ese mismo edificio se encuentra el cuartel general del movimiento Jabad-Lubavitch. La yeshivá cuenta con aproximadamente 600 alumnos. Tomchei Tmimim cuenta con varias yeshivas en las principales ciudades de: los Estados Unidos, Canadá, Europa, Sudamérica, Sudáfrica, Australia, la Comunidad de Estados Independientes, y tiene una red de yeshivas en Israel. Estas yeshivas funcionan también como un centro de ordenación rabínica (Semicha). La gran mayoría de los alumnos graduados en la red de yeshivas Tomchei Tmimim, continúan trabajado como rabinos y emisarios de Jabad (Shluchim).

## Tomchei Tmimimen el Mundo
El movimiento Jabad-Lubavitch dispone de una red de yeshivas Tomchei Tmimim repartidas por el mundo. Algunas de ellas son las siguientes:

### Argentina
- Yeshiva Guedola de Buenos Aires. Buenos Aires.

### Australia
- Rabbinical College of Australia and New Zealand. St. Kilda East, Melbourne, Victoria.
- Yeshiva College Cheder Chabad-High School Division. Bondi, Sídney, Nueva Gales del Sur.
- Yeshiva Guedolah Rabbinical College of Sydney. Bondi, Sídney, Nueva Gales del Sur.
- Yeshiva Levi Yitzchak. St. Kilda East, Melbourne, Victoria.
- Yeshiva Oholei Yosef Yitchak Lubavitch. St. Kilda East, Melbourne, Victoria.

### Canadá
- Rabbinical College of Québec, Montreal, Quebec.
- Yeshivas Lubavitch Toronto, Toronto, Ontario.
- Yeshiva Or Menachem, Napierville, Quebec.

### Estados Unidos
- Albany Mesivta, Albany, Nueva York.
- Central Lubavitch Yeshiva, Chovevei Torah, Brooklyn, Nueva York.
- Central Yeshiva Tomchei Tmimim Lubavitch, 885 Eastern Parkway, Brooklyn, Nueva York.
- Lubavitch Educational Center Klurman Mesivta, Miami Beach, Florida.
- Lubavitch Mesivta of Chicago, Chicago, IL.
- Lubavitch Rabbinical College of Minnesota, Saint Paul, MN.
- Mesivta, Ocean Parkway, Brooklyn, Nueva York.
- Mesivta of Coral Springs, Coral Springs, Florida.
- Mesivta of Postville, Postville, Iowa.
- Mesivta Oholei Torah, Brooklyn, Nueva York.
- Mesivta Yeshiva Tomchei Tmimim Lubavitch, Forest Hills, Queens, Nueva York.
- Oholei Yosef Yitzchok Lubavitch Mesivta, Oak Park, Míchigan.
- Rabbinical College of America, Morristown, Nueva Jersey.
- Rabbinical College of Miami, Florida.
- Talmudical Seminary Oholei Torah, Brooklyn, Nueva York.
- United Lubavitcher Yeshivoth - Ocean Parkway, Brooklyn, Nueva York.
- West Coast Talmudical Seminary, Los Ángeles, California.
- Yeshiva Beis Dovid Shlomo, New Haven, Connecticut.
- Yeshiva Boys’ High School, Pittsburgh, PA.
- Yeshiva Guedolah of Greater Miami.
- Yeshiva Kol Yaakov Yehuda Hadar HaTorah Rabbinical Seminary, Brooklyn, Nueva York.
- Yeshiva Lubavitch Baltimore, Baltimore, Maryland.
- Yeshiva Lubavitch Cincinnati, Cincinnati, Ohio.
- Yeshiva Menachem Mendel Lubavitch, Monsey, Nueva York.
- Yeshiva Menachem Mendel Lubavitch, Oak Park, Míchigan.
- Yeshiva Mesivta Menachem, Westchester, Nueva York.
- Yeshiva Ohr Elchonon Chabad.
- Yeshiva Tomchei Tmimim Lubavitch Poconos, Canadensis, PA.
- Yeshiva Torah Ohr, Miami, Florida.

### Francia
- Yeshiva Beth Levi Itshack. Créteil, Valle del Marne.
- Yeshiva Tomchei Tmimim. Brunoy, Essonne.
- Yeshiva Tomchei Tmimim. Vincennes, Valle del Marne.

### Inglaterra
- Lubavitch Mechinah Yeshiva. Londres.
- Yeshiva Guedolah Lubavitch. Londres.
- Yeshiva Lubavitch of Manchester. Mánchester.

### Israel
- Ohr Simcha. Kfar Chabad.
- Beis Sefer Lemelacha. Kfar Chabad.
- Yeshiva Chasidei Chabad Beis Levi Yitzchak. Safed.
- Yeshiva Nachlat Har Chabad Beit Haram. Kiryat Malachi.
- Yeshiva Ohel Menachem. Beit Shemesh.
- Yeshiva Ohr Tmimim. Kfar Chabad.
- Yeshiva Tomchei Tmimim. Beerseba.
- Yeshiva Tomchei Tmimim. Beitar Illit.
- Yeshiva Tomchei Tmimim Beis Menachem. Bnei Brak.
- Yeshiva Tomchei Tmimim. Elad.
- Yeshiva Tomchei Tmimim HaMerkazit. Kfar Chabad.
- Yeshiva Tomchei Tmimim. Kiryat Gat.
- Yeshiva Tomchei Tmimim. Lod.
- Yeshiva Tomchei Tmimim Lubavitch Nachlat Har Chabad. Kiryat Malachi.
- Yeshiva Tomchei Tmimim Lubavitch Rishon LeZion (Ketana). Rishon LeZion.
- Yeshiva Tomchei Tmimim Lubavitch Rishon LeZion (Guedola). Rishon LeZion.
- Yeshiva Tomchei Tmimim. Migdal HaEmek.
- Yeshiva Tomchei Tmimim. Or Yehuda.
- Yeshiva Toras Emes, Jerusalén.
- Yeshiva Tzeirei Hashluchim, Safed.

### Rusia
- Boys High School Mesivta. Moscú.
- Yeshiva Ketana Tomchei Tmimim Lubavitch. Moscú.
- Yeshiva Ketana Tomchei Tmimim Lubavitch. San Petersburgo.
- Yeshiva Tomchei Tmimim Lubavitch. Moscú.

### Sudáfrica
- Rabbinical College of Pretoria. Pretoria.
- Yeshiva Guedolah of Johannesburg. Johannesburgo.

### Ucrania
- Yeshiva Guedolah Nachlas Levi. Dnipró.